# Фортриу
Фортриу (пиктски: Uerteru) било је краљевство Пикта у северној Шкотској, које је постојало од 1. до 9. века.

## Историја
Током римске владавине Британијом (43–410. године), келтска племена која су признала римску власт била су позната као Брити, док су независна келтска племена на северу (северно од Хадријановог зида), која су успела да се одупру Римљанима, била позната под именом Каледонци или Пикти (од краја 3. века). Након повлачења римских власти из Британије (410), Пикти су до средине 5. века постали најмоћнији народ у Шкотској, овладавши територијом од Оркнија и Шетланда на северу до Форта и Клајда на југу, организујући велике пљачкашке походе на јужну Британију. Током англосаксонског освајања Британије (450–800), Пикти су успели да очувају своју независност у областима данашње северне Шкотске. Њихово друштво заснивало се на родовским заједницама (клановима) и келтском обичајном праву, а већина кланова признавала је власт краља са престоницом у данашњем Инвернесу. Пикти су примили хришћанство у другој половини 6. века (отприлике 563–597) активношћу светог Колумбе и ирских мисионара из манастира Јона, који су покрстили краља по имену Бруде. Године 685. пиктски краљ Бруде II уништио је војску Англа из Берниције која је прешла Форт и убио њиховог краља Екфрита у бици код Нехтансмера у Ангусу. Средином 8. века краљ Ангус Мекфергус подчинило је суседну келтску државу Далријада. Краљевство Пикта је од 780. дошло под удар Викинга, чије су гусарске лађе спаљивале приобална насеља и одводиле народ у ропство. Ово је ослабило моћ краљевине Пикта, па је Кенет Мекалпин, краљ Далријаде, око 843. изабран за краља Пикта. Уједињењем Далријаде и краљевства Пикта формирана је краљевина Алба, зачетак краљевине Шкотске.